# District de Haizhu
Le district de Haizhu (海珠区 ; pinyin : Hǎizhū Qū) est une subdivision administrative de la province du Guangdong en Chine. Il est placé sous la juridiction de la ville sous-provinciale de Guangzhou (Canton).